# Viking Star
Die Viking Star ist ein Kreuzfahrtschiff der Reederei Viking Ocean Cruises.

## Geschichte
Am 21. Dezember 2011 wurde zwischen der Reederei Viking Ocean Cruises und der Werft STX France ein Vorvertrag über den Bau zweier Kreuzfahrtschiffe unterschrieben, darunter auch das Typschiff Viking Star. Der Vorvertrag wurde allerdings gekündigt, da es zu Finanzierungsproblemen seitens der Werft kam. Stattdessen unterschrieben Viking Ocean Cruises und Fincantieri am 18. April 2012 einen Vorvertrag über den Bau zweier Schiffe. Die endgültige Bestellung erfolgte am 12. Juli 2012.

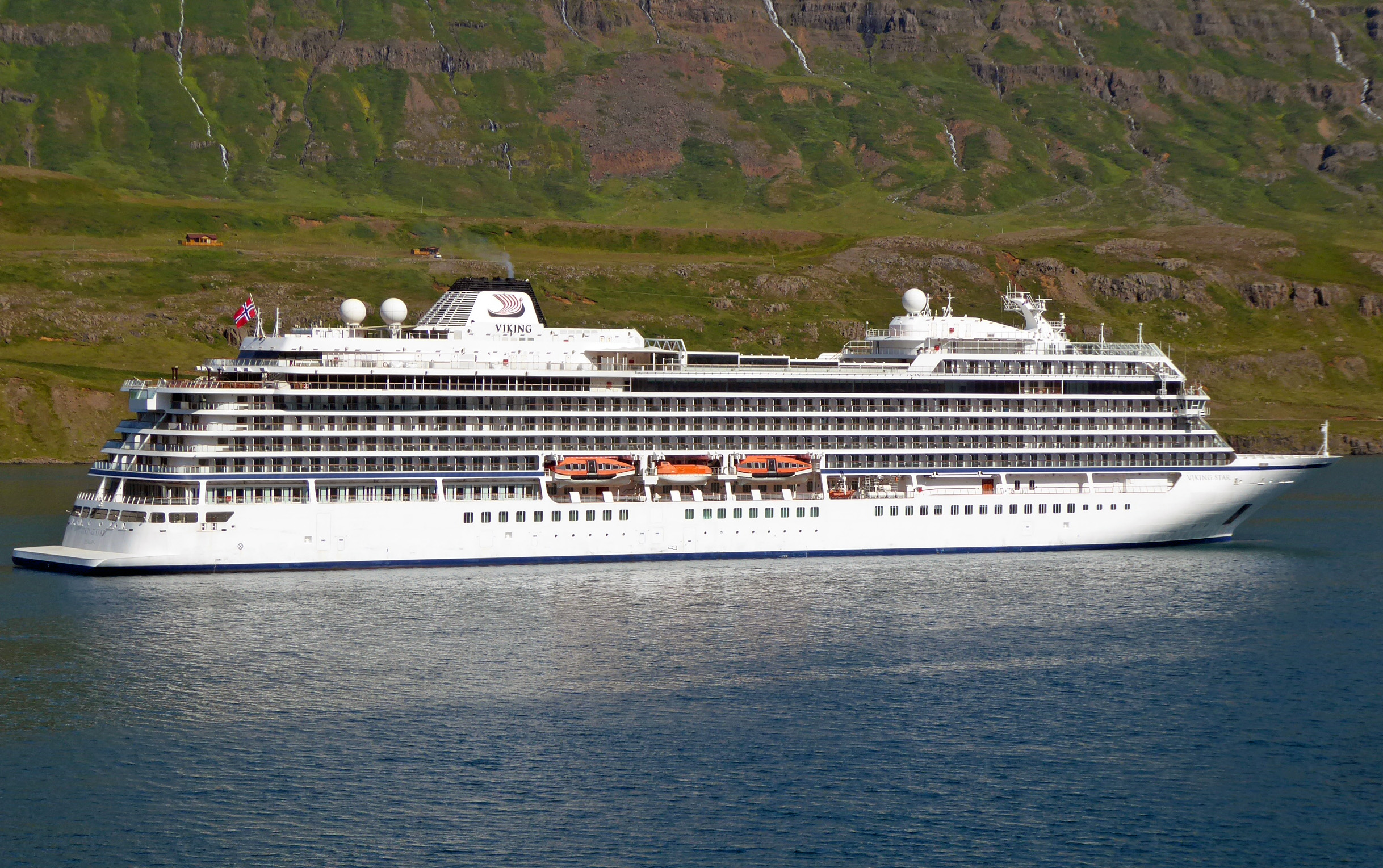
Heckansicht der Viking Star 2021

Der Bau der Viking Star begann am 6. Juni 2013 in Marghera mit dem Zuschnitt der ersten Stahlplatte. Am 18. Dezember 2013 wurde das Schiff schließlich auf Kiel gelegt und am 23. Juni 2014 schwamm das Schiff auf. Die Übernahme erfolgte am 28. März 2015. Die Taufe erfolgte am 17. Mai 2015 in Bergen durch die Bürgermeisterin Trude Drevland. Das Schiff kam unter norwegischer Flagge in Fahrt, statt wie zunächst geplant, unter maltesischer Flagge mit Heimathafen Valletta.

### Zwischenfall 2015
Am 30. Juli 2015 kam es zu mechanischen Problemen aufgrund eines Defekts im elektrischen Transformator im Schiffsantrieb. Der Rest der 14-tägigen Kreuzfahrt von Stockholm nach Bergen wurde abgesagt, das Schiff lag weiterhin in Tallinn. Am 11. August 2015 konnte es die nächste Reise in Kopenhagen beginnen.

### Zwischenfall 2018
Am 12. Januar 2018 kollidierte das Fährschiff Fantastic in Barcelona mit der Viking Star.